# Crockerella lowei
Crockerella lowei är en snäckart som först beskrevs av Dall 1903.  Crockerella lowei ingår i släktet Crockerella och familjen kägelsnäckor. Inga underarter finns listade i Catalogue of Life.